# Jan Filip (archeolog)
Jan Filip (25. prosince 1900 Chocnějovice – 30. dubna 1981 Praha) byl český archeolog, historik a pedagog. Zabýval se zejména keltským osídlením na území Československa, dobou bronzovou a dobou železnou. Byl profesorem na Univerzitě Karlově. Roku 1955 byl jmenován akademikem, v letech 1963–74 působil jako ředitel Archeologického ústavu ČSAV. Více než 25 let redigoval periodikum Archeologické rozhledy, které sám založil.

## Život
Narodil se v malé vesnici Chocnějovice, kde také prožil dětství. Otec František Filip byl rolník a příležitostný zedník. Z prvního manželství měl pět dětí, po sňatku s Antonií Horáčkovou se narodili ještě dva chlapci, Jan (1900) a Petr (1904). Všech sedm dětí muselo rodičům pomáhat v domácnosti i na poli. Jan Filip navštěvoval základní školu v sousední obci Drahotice, kde se projevil jako chytrý a nadaný žák. Na doporučení místního faráře dostal církevní stipendium, které mu umožnilo studovat na střední škole. Nastoupil nejprve na gymnázium v Mladé Boleslavi, odkud přešel na církevní gymnázium v Příbrami. 
Ještě před maturitou byl v osmnácti letech povolán do armády a zúčastnil se bojů první světové války na italské frontě. Maturitní zkoušku složil po návratu v nově vzniklé československé republice. Byl přijat na studium dějin a geografie filozofické fakulty Univerzity Karlovy v Praze. Navštěvoval také přednášky profesora Niederleho, který ho doporučil jako pomocníka do nově ustavené archeologické komise pro výzkum Pražského hradu.  Po promoci v roce 1924 nastoupil na místo středoškolského profesora, později působil ve funkci zemského školního inspektora. Zároveň se věnoval archeologickým výzkumům v terénu, které mu byly podkladem pro disertační práci Porost a podnebí Čech v pravěku.
V roce 1926 se oženil a narodil se mu syn Jan, ale manželka brzy na to zemřela. Z druhého manželství měl dceru Alenu (1941). Jan Filip se do rodné obce často vracel a v roce 1934 si v Chocnějovicích začal stavět dům.
V roce 1928 byl promován doktorem filosofie a pokračoval ve svých výzkumech. Roku 1937 vydal na vlastní náklady svou první práci Popelnicová pole a počátky doby železné v Čechách, která byla přijata za habilitační spis a Jan Filip se roku 1938 stal docentem Filozofické fakulty Univerzity Karlovy pro pravěk a ranou dobu dějinnou. Těsně před vypuknutím druhé světové války napsal knížku Dějinné počátky Českého ráje o historii rodného kraje. Během protektorátu pracoval nejprve jako středoškolský profesor, v roce 1941 se stal zemským školním inspektorem, ale po konfliktu s nadřízenými byl propuštěn. Poté byl přijat do Státního archeologického ústavu jako externí zaměstnanec pro odborné uspořádání a soupisy sbírek mimopražských muzeí (např. Hradec Králové, Jičín, Kolín aj.). Vrátil se do rodných Chocnějovic a spolupracoval s různými regionálními muzei. Na základě těchto zkušeností vytvořil po válce řadu cenných soupisů regionálních hmotných pramenů. 
Po válce stál spolu s profesorem Eisnerem u zrodu Prehistorického ústavu UK. Po otevření vysokých škol působil jako profesor prehistorie a protohistorie na Karlově univerzitě a sám vědecky pracoval. V roce 1948 byla vydána obsáhlá práce Pravěké Československo, publikoval četné studie o pravěku v odborném tisku. V roce 1949 založil významný časopis Archeologické rozhledy, kde pracoval jako redaktor celé čtvrtstoletí.  Jako vynikající pedagog vytvořil z katedry centrum vědecké výchovy, ušetřené politických tlaků zejména v 50. letech, přestože on sám nikdy nebyl členem KSČ.
V dalších letech se soustředil na dějiny Keltů v Evropě. Za svou knihu Keltové ve střední Evropě získal v roce 1957 státní cenu. Spolu s knihou Keltská civilizace a její dědictví (1959) byla postupně přeložena do několika světových jazyků. Byl velmi pracovitý a zasloužil se o záchranu mnoha cenných archeologických památek. Organizoval archeologické výzkumy v různých lokalitách, např. na vrchu Závist u Zbraslavi. Jeho zřejmě nejvýznamnějším a rozhodně nejrozsáhlejším dílem se stal lexikon Enzyklopädisches Handbuch zur Ur-und Frühgeschichte Europas (1966) obsahující 30000 hesel. Tuto encyklopedickou příručku o pravěku a raných dějinách Evropy Filip vytvořil na základě dotazníků rozesílaných do různých končin světa odborníkům i institucím. 
Krátce po založení Československé akademie věd byl nejprve jmenován členem korespondentem, po třech letech řádným členem. V letech 1963–1974 byl ředitelem Archeologického ústavu ČSAV. V roce 1960 mu byl propůjčen Řád práce za pedagogickou a vědeckou činnost. Měl také řadu mezinárodních ocenění, byl členem mnoha zahraničních vědeckých institucí. V roce 1963 se stal prezidentem Unie věd prehistorických a protohistorických při UNESCO.

## Spor o ochranu osobnosti
Vdova po Janu Filipovi Alena Filipová od roku 1984 vedla spor s tvůrci populárního seriálu Návštěvníci, neboť byla přesvědčena, že jeho hlavní hrdina „akademik Filip“ (Josef Bláha) je inspirován jejím manželem a vykresluje ho v nelichotivém světle. Přestože autoři seriálu jakoukoli souvislost popírali, nakonec dal soud za pravdu paní Filipové a počátkem 90. let muselo být jméno postavy změněno a seriál předabován.

## Některé publikace
- Porost a podnebí Čech v pravěku, 1928, disertační práce
- Popelnicová pole a počátky doby železné v Čechách, 1937, habilitace
- Umělecké řemeslo v pravěku, 1941
- Pravěké Československo, 1948
- Praha pravěká : Praha, stavební a umělecký vývoj města : osmera knih díl první, Praha : Pražské nakladatelství, 1949
- Keltové ve střední Evropě, 1956
- Keltská civilizace a její dědictví, 1959, 1963 (3. doplněné vydání), 1996 (4. doplněné vydání)
- Enzyklopädisches Handbuch zur Ur- und Frühgeschichte Europas, 1966/1969